# 2006年1月

## 1月31日
- 第78届奥斯卡金像奖提名名单揭晓。李安导演的《断背山》共获八项提名。雅虎轉自路透社
- 美国联邦储备局主席艾伦·格林斯潘卸任，职位由美国总统经济顾问委员会主席本·伯南克接任。中時電子報
- 美國、英國、法國、德國、俄羅斯和中國代表共同簽署聯合聲明，同意聯合國國際原子能總署向聯合國安理會報告它對伊朗所採取的步驟。中時電子報自由電子報
- 美國白宮發言人麥克雷蘭針對中華民國總統陳水扁有關廢除國統會和國統綱領的談話表示，美國對這些議題已多次重申立場，且這些立場沒有任何改變。中時電子報

## 1月30日
- 伊拉克證實該國出現第一起H5N1人類禽流感病例。自由電子報

## 1月29日
- 科威特國會無異議通過總理薩巴赫親王出任國王案。薩巴赫隨後宣誓即位。中時電子報（页面存档备份，存于）
- 芬兰总统选举第二轮投票中，第二大执政党社会民主党候选人、现任总统塔里娅·哈洛宁（女）胜出，再次当选为芬兰总统。TVBS新聞網（页面存档备份，存于）
- 中華民國總統陳水扁利用返鄉拜年，在台南縣宴請地方人士時公開宣示，認真思考廢除國統會及國統綱領。同時提到將以台灣的名字，直接申請加入聯合國。中時電子報自由電子報

## 1月28日
- 波兰南部一展览大厅屋顶因积雪而坍塌，造成至少66人死亡，140多人受伤。自由電子報

## 1月27日
- 有「樂聖」美譽的奧地利音樂家莫扎特誕生250周年，全球大肆慶祝。雅虎轉載香港明報

## 1月26日
- 作家、前台北市文化局局長、香港大學客座教授龍應台於台灣中國時報、香港明報、吉隆坡星洲日報、美國世界日報同步刊出請用文明來說服我──給胡錦濤先生的公開信（页面存档备份，存于）一文，作為《中国青年報》周刊《冰点》被勒令停刊的回應。中國時報[永久]
- 巴勒斯坦議會選舉，激進組織哈馬斯取得過半數議席，總理庫賴宣佈內閣總辭。落敗的法塔赫支持者與哈馬斯支持者爆發衝突，多人受傷。明報新聞網明報新聞網
- 臺灣警方查獲一起「海洛因」毒品貨櫃走私案（與2006年2月3日所查獲的毒品數量，共計57.4千克，市值新台幣二億多元）。北方網（中新網）（页面存档备份，存于）

## 1月25日
- 北京航天飞行控制中心宣布，神舟六号飞船轨道舱已在太空正常运行100天，并取得多项成果。新浪网（页面存档备份，存于）
- 来自俄罗斯的寒流席卷欧洲，各地连创近年最低气温纪录，死亡人数多达300。人民网（页面存档备份，存于）
- 中華民國新任閣揆蘇貞昌上任前最後一波人事任命名單不含台灣省主席、副主席及省府委員，因此台灣省政府隨著內閣交接而成為歷史名詞。自由電子報
- 互联网搜索引擎领导品牌Google在中国推出google.cn新网址，其对搜索结果经过审查，使之符合中国政府对言论自由的限制。BBC中文网
- 網路搜尋引擎Google拒絕美國政府要求，不願提供網民搜尋的網址資料，但在中國卻配合當局推出「自我審查的中國版Google」，今天遭無疆界記者組織批評是「偽君子行為之最」。中時電子報[永久]自由電子報
- 《中国青年报》周刊《冰點》在發表中山大学教授袁偉時有關批評中國歷史教科書的文章《現代化與歷史教科書（页面存档备份，存于）》後，被中共中央宣傳部勒令停刊整頓。 雅虎轉載香港明報中時電子報[永久]東森新聞網（页面存档备份，存于）中時電子報[永久]
- 倫敦自然歷史博物館的Ralf Britz博士所領導的團隊在印尼蘇門答臘島的沼澤裡發現已知最小的脊椎動物，Paedocypris progenetica，牠的雌性成魚僅7.9公釐，倫敦皇家學會會刊B卷出版了相關細節。泰晤士報[]

## 1月24日
- 科威特埃米尔谢赫萨阿德·阿卜杜拉·萨巴赫同意将埃米尔一职让给科威特现首相谢赫萨巴赫·艾哈迈德·萨巴赫。人民网 （页面存档备份，存于）
- 古巴首都哈瓦那100多万人举行反美大游行。新浪网（页面存档备份，存于）
- 負責調查美國中央情報局在歐洲私設監獄審問恐怖活動嫌犯的瑞士參議員馬帝表示，有證據顯示美國以「委外」方式在其他國家遂行刑求。中時電子報[永久]
- 搭載一枚世界最大陸地觀測衛星「大地號」的H─2A火箭，自日本南部的種子島太空中心成功發射升空。自由電子報

## 1月23日
- 日本活力门（LiveDoor）公司社长堀江贵文被逮捕。共同网
- 世界第二大機車製造商─日本山葉發動機株式會社涉嫌違法出口高性能無人直昇機至中國。其位於靜岡縣的總部辦公室，於清晨遭到警方調查搜索。自由電子報中時電子報[永久]
- 日本警方表示，自衛隊最新型地對空導彈系統的研發相關資料，已遭外洩給北韓駐日團體。自由電子報
- 非洲联盟成员国首脑会议在苏丹首都喀土穆举行。新华网 Archive.today的存檔，存档日期2013-04-28
- 加拿大國會大選變天，保守黨終結自由黨的13年政權。東森新聞網（页面存档备份，存于）
- 俄國情報機構「聯邦安全局」（ＦＳＢ）指控四名英國外交官涉嫌從事「不符合外交官員身分」的活動。自由電子報
- 迪士尼宣布計劃用74億美元收購電腦動畫製作公司皮克斯动画工作室（Pixar）。皮克斯及蘋果電腦總裁史蒂夫·乔布斯一躍成為迪士尼最大個人股東。 雅虎轉載香港明報

## 1月22日
- 葡萄牙社会民主党候选人、前总理阿尼巴尔·卡瓦科·席尔瓦当选葡萄牙总统。新华网 Archive.today的存檔，存档日期2013-04-28東森新聞網（页面存档备份，存于）
- 科比·布萊恩在洛杉磯湖人隊對多倫多暴龍隊的比賽中創下81分的NBA歷史上個人得分第二高紀錄。星島日報-雅虎新聞yes

## 1月21日
- 科威特總理薩巴赫親王主導的內閣會議決定啟動憲政程序，逼迫薩德國王遜位，讓薩巴赫繼任。然而薩德卻要求國會在明天集會，讓他正式宣誓就職。中時電子報[永久]
- 玻利維亞新總統埃沃·莫拉萊斯在印地安傳統儀式下「登基」，成為西班牙殖民五百餘年後，玻國首位印地安領袖。中時電子報[永久]

## 1月20日
- 南韓外交通商部長官潘基文，在華盛頓與美國國務卿萊斯舉行第一次韓美部長級戰略對話，雙方就所謂「駐韓美軍之戰略靈活性運作」，達成了共識。中時電子報[永久]
- 伊拉克議員選舉結果出爐，什葉派的「伊拉克團結聯盟」囊括128席次，成為國會最大黨，但因所掌握議席並未超過半數，仍須與其他政黨談判共同籌組聯合政府。東森新聞網（页面存档备份，存于）中時電子報[永久]
- 世界衛生組織指出，禽流感H5N1病毒在氣候寒冷時，能在禽糞中存活超過一個月，在夏天高溫時也能存活近一週。自由電子報

## 1月19日
- 美国宇航局的“新视野号”冥王星探测器发射升空。新浪网（页面存档备份，存于）
- 賓拉登以錄音帶協議停火，美國白宮拒絕妥協。Yahoo奇摩新聞
- 巴基斯坦情報人士指出，美國政府懸賞緝拿的蓋達組織爆破兼化武專家，和該組織第二號人物札瓦希里的女婿，據信皆已死於美軍13日對巴國一處村落所發動的飛彈攻擊。自由電子報
- 受到來自西伯利亞的北極冷氣團影響，俄羅斯西部天寒地凍，首都莫斯科氣溫遽降至攝氏零下二十八度，又有兩人慘遭凍死，十五人嚴重凍傷送醫，使得自去年入冬以來因低溫而死亡的人數增至一百零七人。自由電子報中時電子報[永久]
- 東京證券交易所擺脫兩天暴跌頹勢而止跌回升。負責活力門（Livedoor）集團企業收購的關係證券公司副社長野口英昭被發現疑似自殺身亡。中時電子報[永久]
- 中華民國總統陳水扁上午召開記者會，委任民進黨前主席蘇貞昌出任新行政院長，1月25日正式交接。台灣TVBS新聞（页面存档备份，存于）
- 中華民國國防部公開中共衛星偵照圖，包含美、日關注在遼寧大連港的「瓦雅格號」航空母艦整修照片、廣西雒容部署的巡弋飛彈和登陸艦在南沙群島進出構工等照片二十幅。中時電子報[永久]

## 1月18日
- 日本網路企業新貴堀江貴文領軍的活力門（Livedoor）公司涉及內線交易，引爆日經指數暴跌，東京證券交易所在下午宣佈提早結束交易，為該所56年來第二次採取這種緊急措施。東森新聞網（页面存档备份，存于）中時電子報[永久]自由電子報
- 中國浙江省麗水市兩名媒體人祝萬祥、吳正有因發行揭發當地土地爭端的地下雜誌，而被判處十年徒刑。自由電子報
- 中华民国總統陳水扁接見利比亞領導人格達費之長子、「利比亞格達費基金會」主席賽義夫．格達費，雙方同意恢復設立代表處。自由電子報中時電子報[永久]
- 国际人权组织人权观察发表2005年度报告，中华人民共和国被认为在言论和宗教自由等方面存在问题，再次成为主要的批评对象；而西方国家，特别是美国，被认为在打击恐怖主义的同时忽视了人权。德国之声（页面存档备份，存于）、德国之声（页面存档备份，存于）、BBC中文网[]

## 1月17日
- 美国在台协会（AIT）台北办事处处长包道格发出声明宣布辞职。中新网 Archive.today的存檔，存档日期2013-04-28
- 中华民国總統陳水扁宣布，已接受了行政院長謝長廷的辭職。明報即時新聞網
- 星尘号回收后，分布式计算项目Stardust@Home开始寻求志愿者。 S@H（页面存档备份，存于） S@H中文人民网（页面存档备份，存于）
- 「禽流感防控國際籌資大會」在北京揭幕。中時電子報[永久]

## 1月16日
- 第63屆金球獎頒獎典禮，李安憑《斷背山》獲四項大獎。明報即時新聞網
- 蒙古族男子鲍喜顺以2.36米的身高，成为中“世界上健在的最高男人”。新华网 Archive.today的存檔，存档日期2013-04-28
- 北京「新京報」召開員工大會，宣布新的人事任命案，原「南方报业传媒集团」出身的高層人員，均由中共中宣部直屬的「光明日報」人員接替。中時電子報[永久]
- 利比里亚新当选总统埃伦·约翰逊-瑟利夫在首都蒙罗维亚宣誓就职，成为非洲历史上第一位民选女总统。新华网
- 2006年首个大满贯澳网公开赛开战。京华时报
- 美、中、俄、英、法與德六國官員在倫敦會談，針對是否要將伊朗核問題提交聯合國安全理事會處理，會中並未獲致共識。自由電子報自由電子報

## 1月15日
- 1999年发射的“星尘”号飞船返回舱成功在美国犹他州的沙漠中降落，人类首次采集到彗星尘埃样本。瑞士新闻网（页面存档备份，存于）
- 台灣民進黨主席補選結果出爐，游錫堃獲勝。中時電子報[永久]中時電子報[永久]
- 智利總統大選結果出爐，前執政團隊成員巴琪莉獲得53.5%過半選票勝選，成為該國史上第一位女性總統。東森新聞網（页面存档备份，存于）
- 土耳其又傳出12歲女童染上禽流感身亡的消息，這是兩週內土耳其第4起死亡病例。印尼當局也向世界衛生組織通報，一名護士疑似因為上傳統市場買雞隻，而出現禽流感症狀，在11日病逝。東森新聞網（页面存档备份，存于）
- 為了讓以色列總理夏隆能夠呼吸正常，哈達薩醫院對他進行氣管切開術，但夏隆至此仍未清醒過來。暫代總理職務的歐默特，接替夏隆獲選為前進黨新任黨魁。中時電子報[永久]自由電子報

## 1月14日
- 广东中山市三角镇因征地补偿纠纷，發生警民流血冲突。BBC中文网、自由亚洲电台[]自由電子報自由電子報大紀元新聞網（页面存档备份，存于）
- 日本各地氣溫上升，積雪甚深的日本海沿岸地區在降雨後陸續傳出雪崩事故，造成鐵公路不通，新潟、長野和秋田三縣共有五人死亡，使得此冬因創紀錄大雪相關意外事故喪生人數增至八十九人。中時電子報[永久]

## 1月13日
- 駐阿富汗美軍在阿富汗和巴基斯坦邊境展開突襲轟炸行動，目标是的第二號恐怖份子扎瓦赫里，至少造成18人死亡，其中包括５名妇女和５名儿童。巴基斯坦官员否认美国媒体有关成功刺杀札瓦希里的报道，并向美国提出抗议。東森新聞網（页面存档备份，存于）東森新聞網（页面存档备份，存于）多維新聞網[]多維新聞網[]多維新聞網[]人民网（页面存档备份，存于）
- 北韓領導人金正日抵達廣州訪問，不僅有前中共總書記江澤民親自出馬，北京也派出政治局常委李長春南下作陪。中時電子報[永久]中時電子報中時電子報中時電子報

## 1月12日
- 世界衛生組織表示，土耳其兩起H5N1型禽流感病毒致死病例樣本的化驗結果，顯示其中一個樣本出現基因突變，類似以前在香港與越南出現的禽流感病毒突變。自由電子報中時電子報
- 日本防衛廳長官額賀福志郎表示，日本決定在2007年導進美國製的无人机「掠奪者」（PREDATOR）與「全球之鷹」（GLOBALHAWK），以因應台灣海峽以及朝鮮半島發生的危機。自由電子報中時電子報（页面存档备份，存于）
- 沙特阿拉伯发生的麦加朝觐活动踩踏事件已造成362人死亡。国际在线[永久]
- 印尼再度證實，一名29歲的女性在罹患禽流感後不幸病逝。東森新聞網（页面存档备份，存于）

## 1月11日
- 欧洲议会通过决议，呼吁中国逐渐淘汰中药生产过程中为提取熊胆汁入药而将黑熊圈养起来的做法。美国之音中文网
- 世界衛生組織在北京宣佈，中國又有2名感染禽流感的患者死亡。多維新聞網[]自由電子報
- 中風一星期的以色列總理病情逐漸穩定，四肢都有動作，並似乎對兒子的呼喚有反應。自由電子報
- 格魯吉亞法院裁定去年五月企圖暗殺喬治布殊的疑犯阿魯騰揚終身監禁。Yahoo!hk
- 新視野1號發射。

## 1月10日
- 日本共同社援引日本厚生省官員的話稱，日本至少有77人感染低致病H5N2型禽流感病毒。多維新聞網[]
- 由於不滿政府與俄羅斯就天然氣價格問題達成的協議，烏克蘭議會以250票通過建議解散政府的議案，解散烏克蘭總理葉哈努羅夫為首的政府。國際在綫[永久]
- 南韓國立首爾大學調查委員會宣佈，對於黃禹錫教授所強調擁有的「複製培養胚胎幹細胞核心技術」，經過調查證實，黃禹錫不僅欺瞞科學界，也蒙騙社會大眾。黃禹錫在「科學」雜誌上發表的論文，全是捏造作假的。南韓檢察官表示，黃禹錫將面臨刑事調查。中時電子報[永久]中時電子報[永久]中時電子報[永久]中時電子報自由電子報
- 伊朗不顧西方國家的警告，將部分被聯合國「國際原子能總署」貼上封條的核子設施開啟，恢復凍結兩年的核子研究計畫。中時電子報[永久]。联合早报（页面存档备份，存于）自由電子報
- 美國新聞記者保護委員會譴責微軟公司和中國政府勾搭，封鎖中國记者趙京的博客。中時電子報

## 1月9日
- 中国人民解放军宣布，截至2005年12月31日，已圆满完成军队体制编制调整改革方案确定的任务，如期裁军20万。环球时报（页面存档备份，存于）
- 土耳其衛生當局宣佈，檢驗結果顯示又有五人確定感染致命的禽流感H5N1病毒株，使得目前該國的禽流感確定案例暴增至十四起，疑似病例也增至五十人左右，疫情擴散速度超出防疫官員與科學家的預期。自由電子報
- 欧盟鉴于土耳其东部发生新的禽流感疫情通过禁令，禁止由与土耳其东部接壤的国家进口未经处理的羽毛。新华网
- 由英国文化协会主办的“零碳城市”全球计划在香港太古广场第三座揭幕，旨在提高大众对气候变化及二氧化碳排放的关注。新华网 Archive.today的存檔，存档日期2013-04-28
- 印度等9国开始“米兰2006”联合军演。中新网（页面存档备份，存于）自由電子報
- 中華民國行政院長謝長廷表示，貓熊是華盛頓公約列入瀕臨滅種的動物，若離開棲息地到台灣來，保育團體會有不同意見，因此他認為：貓熊來台的可能性不高。自由電子報東森新聞網（页面存档备份，存于）

## 1月8日
- 日本當局統計，大雪連續下了將近一個月，各地災情嚴重到自衛隊都出動救災，這場大雪已造成63人死亡、1040人受到輕重傷。東森新聞網（页面存档备份，存于）TVBS新聞網（页面存档备份，存于）東森新聞網（页面存档备份，存于）TVBS新聞網（页面存档备份，存于）TVBS新聞網（页面存档备份，存于）
- 日本「產經新聞」報導，中國由民航機改造的電子偵察機「Tu-154MD」去年十月以後，裝作民間飛機數次進入東海的日本防空識別區，造成日本戰鬥機緊急起飛攔截，使東海呈現「情報戰」的局面。中時電子報[永久]自由電子報
- 英特尔公司面向全球市场发布其最新一代迅驰平台—NAPA（三代迅驰）平台。Donews
- 一批北京異見人士原定1月9日舉行趙紫陽紀念會，但遭當局封殺，組織者李金平被警員帶走，部分參與者亦遭軟禁家中。Yahoo!香港

## 1月7日
- 英国自由民主党黨魁甘迺迪日前坦承自己有酗酒問題，故宣布辭去黨魁一職。自由電子報
- 美国众议院共和黨黨鞭狄雷，因涉嫌非法募款和賄賂等罪名遲遲無法澄清，在黨內壓力下主動宣佈放棄眾院多數黨領袖職務。東森新聞網（页面存档备份，存于）

## 1月6日
- 俄罗斯总统宣布，俄将在本年夏天开始泰舍特—纳霍德卡的太平洋输油管道一期工程的建设，该石油管道将会为中国、日本以及亚太其他地区供应石油。新浪网（页面存档备份，存于）
- 以色列總理阿里埃勒·沙龙的顱內壓升高且腦部仍有出血，院方又緊急為他動一次手術。醫學專家多認為阿里埃勒·沙龙復原的情況很不樂觀。中時電子報[永久]
- 土耳其東部出現第三起人類感染禽流感死亡病例。死亡的11歲女孩與她的14歲哥哥、15歲姊姊都同樣感染禽流感去世，這三人都證實死於H5N1病毒。中時電子報[永久]
- 北京譜儀國際合作組宣布發現新粒子，暫時命名為X1835。新浪網[]
- 中国大陆国台办宣布确定赠送台湾两只大熊猫。台灣官方指中国大陸沒有與台灣討論即決定，「不尊重」台灣。國民黨主席馬英九則表示，台北市立動物園已準備迎接熊貓。新浪网（页面存档备份，存于）BBC中文網（页面存档备份，存于）

## 1月5日
- 中華民國國防部副部長蔡明憲表示，台灣在太平島興建救援機場，是有戰略考量。中時電子報[永久]
- 土耳其又出現第二起H5N1禽流感致死案例，前、後兩名死者是姐弟，已經被土耳其衛生單位確定是感染H5N1禽流感，這是繼東南亞之後，第一次在其他地區發現人類感染禽流感案例。東森新聞網（页面存档备份，存于）
- 美國國務院表示，911事件以後，外國留學生簽證受到阻撓的現象已消失，外國留學生申請簽證2天之內即可獲得。東森新聞網（页面存档备份，存于）

## 1月4日
- 新加坡在石化基地裕廊岛动工修建东南亚地区最大的石油储存库。新华网
- 美国传统基金会公布2006年“经济自由度指数”报告，香港连续第12年获评为全球最自由经济体系。新华网 Archive.today的存檔，存档日期2013-04-28
- 印尼警方表示，中爪哇省降下豪雨，引發山崩掩埋上百間房舍，兩百多人遭活埋，搜救人員正努力搜尋生還者。中時電子報[永久]江门新闻网
- 俄羅斯與烏克蘭就天然氣價格問題簽署協議，合同期五年。多維新聞網[]
- 土耳其宣布发现两起禽流感病例，其中一例已经死亡。新华网
- 以色列总理阿里埃勒·沙龙因脑溢血被送医。新华网（页面存档备份，存于）中時電子報中時電子報[永久]

## 1月3日
- 美國共和黨「超級說客」艾伯倫莫夫與檢方達成認罪協議，同意協助檢方調查包括前眾議院多數黨領袖狄雷在內多位共和黨重量級國會議員可能涉及的貪污案。自由電子報
- 秘鲁正式向智利要求引渡前总统藤森。新浪网（页面存档备份，存于）
- 法國總統希拉克宣布，4日起結束因騷亂而實行了近兩個月的緊急狀態。Yahoo!香港
- 在西方國家的壓力下，俄羅斯全面恢復對歐洲國家的天然氣供應，也等於緩和了對烏克蘭的供氣封鎖。自由電子報
- 美國微軟公司宣佈，正在修補讓 Windows Metafile（WMF）易受駭客攻擊的弱點，目前修補軟體已在最後測試階段，預定本月十日全球同步發表二十三種語言的更新版。中時電子報[永久]
- 為回應越南的抗議，中華民國外交部正式發出新聞稿重申，中華民國（台灣）為南海群島主權國之一，所以在太平島上興建機場跑道，並無任何政治意圖，也無關軍事目的。中時電子報[永久]

## 1月2日
- 俄羅斯國營天然氣產業公司（Gazprom）指控烏克蘭竊取價值二千五百萬美元的天然氣，基輔當局則反控莫斯科企圖顛覆烏克蘭的經濟。自由電子報

## 1月1日
- 地球自转变慢，2006年新年推迟1闰秒到来。大洋网
- 中华民国總統陳水扁在元旦文告中明確宣示憲改時間表。東森新聞網（页面存档备份，存于）中時電子報
- 俄羅斯國營天然氣公司「Gazprom」新聞發言人庫普揚諾夫說，俄方上午十時開始準時停止對烏克蘭輸送天然氣。中時電子報[永久]
- 經過專家嚴格評選，瑞士文物保護組織「新七大奇景協會」公佈進入世界新七大奇景決選的二十一個景點，包括萬里長城、自由女神像、艾菲爾鐵塔、克里姆林宮等知名建物和遺址都榮登榜內。自由電子報
- 澳大利亞悉尼氣溫高達攝氏45度，是歷來最熱的元旦。在熱風吹拂下，中海岸及獲嘉獲嘉以北的山林大火燒毀多处民宅。Yahoo!香港（澳洲星島 ）
- 中華民國國軍義務役役期減為1年4個月。
- 日本東京三菱銀行和UFJ銀行合併，成立三菱東京UFJ銀行。
- 中華人民共和國取消农业税。